# Coupe de la Major League Soccer 2012
Navigation
Édition précédente Édition suivante
L'édition 2012 de la Coupe de la Major League Soccer s'est jouée le 1er décembre 2012 entre le Los Angeles Galaxy, champion de la conférence de l'Ouest, et le Houston Dynamo, champion de la conférence de l'Est.

## Route vers la finale

### Los Angeles Galaxy

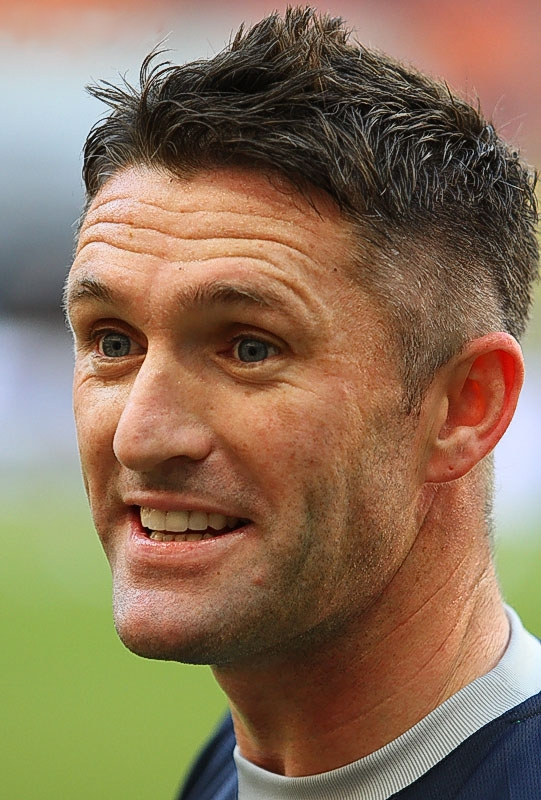
Robbie Keane, attaquant du Galaxy, est le meilleur buteur de l'équipe en séries.

Le Los Angeles Galaxy commence la saison 2012 comme tenant du titre ainsi que détenteur du dernier MLS Supporters' Shield, étant la première équipe à accomplir le doublé depuis la saison 2008. En raison de plusieurs blessures durant la présaison, le Galaxy peine à entamer sa campagne 2012, atteignant le bas du classement de la conférence Ouest dans les premières semaines. La situation est si critique — l'équipe présentant un bilan de 3-2-8 — que les observateurs doutent de la capacité du Galaxy à se qualifier pour les séries éliminatoires de fin de saison.
En milieu de saison, Los Angeles se ressaisit et remonte à la troisième place dans la conférence Ouest. Parmi les réussites ayant permis au Galaxy de se reprendre, les efforts du défenseur central Omar Gonzalez ainsi que les interventions importantes du gardien Josh Saunders, de retour de blessure, sont souvent relevés. Si les Galactiques reviennent dans la course aux séries, leur début de saison les empêche de lutter pour la conservation de leur Supporters' Shield. Ce sont d'ailleurs leurs grands rivaux de la Classique de Californie, les San Jose Earthquakes, qui terminent au sommet du classement de la conférence Ouest et de la MLS.
Le Galaxy termine sa saison régulière à la quatrième place dans l'Ouest, une huitième position au général, leur moins bonne performance depuis 2008. Malgré ce bilan terne, l'équipe entame très bien son parcours dans les séries, jouant cinq rencontres avant d'atteindre la Coupe MLS. Cette campagne de fin de saison commence le 1er novembre contre les Vancouver Whitecaps, cinquième dans la conférence au Home Depot Center dans le cadre du premier tour. La presse annonce alors Los Angeles comme grand favori, notamment en raison de la bonne dynamique du Galaxy, comparativement aux difficultés récentes rencontrées par les Whitecaps qui connaissent seulement une victoire dans leur onze dernières rencontres. Pourtant, ce sont les joueurs de Vancouver qui ouvrent rapidement par la marque par l'intermédiaire de Darren Mattocks. Los Angeles domine la possession à travers la première demie et leurs efforts sont récompensés lorsque Mike Magee égalise à la 69e minute. Quelques instants plus tard, Silviu Petrescu, l'arbitre de la rencontre, siffle un pénalty en faveur du Galaxy après que Landon Donovan soit mis à terre par Martin Bonjour alors que l'attaquant était seul devant le gardien. Donovan convertit alors l'occasion de but et offre la victoire aux siens.
Comme vainqueur du premier tour, le Galaxy affronte son grand rival des San Jose Earthquakes en demi-finale de conférence. Rajoutant un chapitre aux tensions entre les deux formations, le défenseur angelin Omar Gonzalez évoque le style de jeu des voisins du nord de la Californie comme étant « dérangeant » tandis que l'attaquant des Earthquakes, Steven Lenhart déclare ne pas être intimidé par Gonzalez. La première manche de la double confrontation a lieu le 4 novembre quand Los Angeles accueille San Jose. Et alors que l'issue de la partie semble être un verdict nul, un coup franc est accordé aux Earthquakes dans le temps additionnel de la seconde demie, coup de pied arrêté que concrétise Víctor Bernárdez pour permettre une nouvelle fois à son équipe de remporter une partie en fin de rencontre

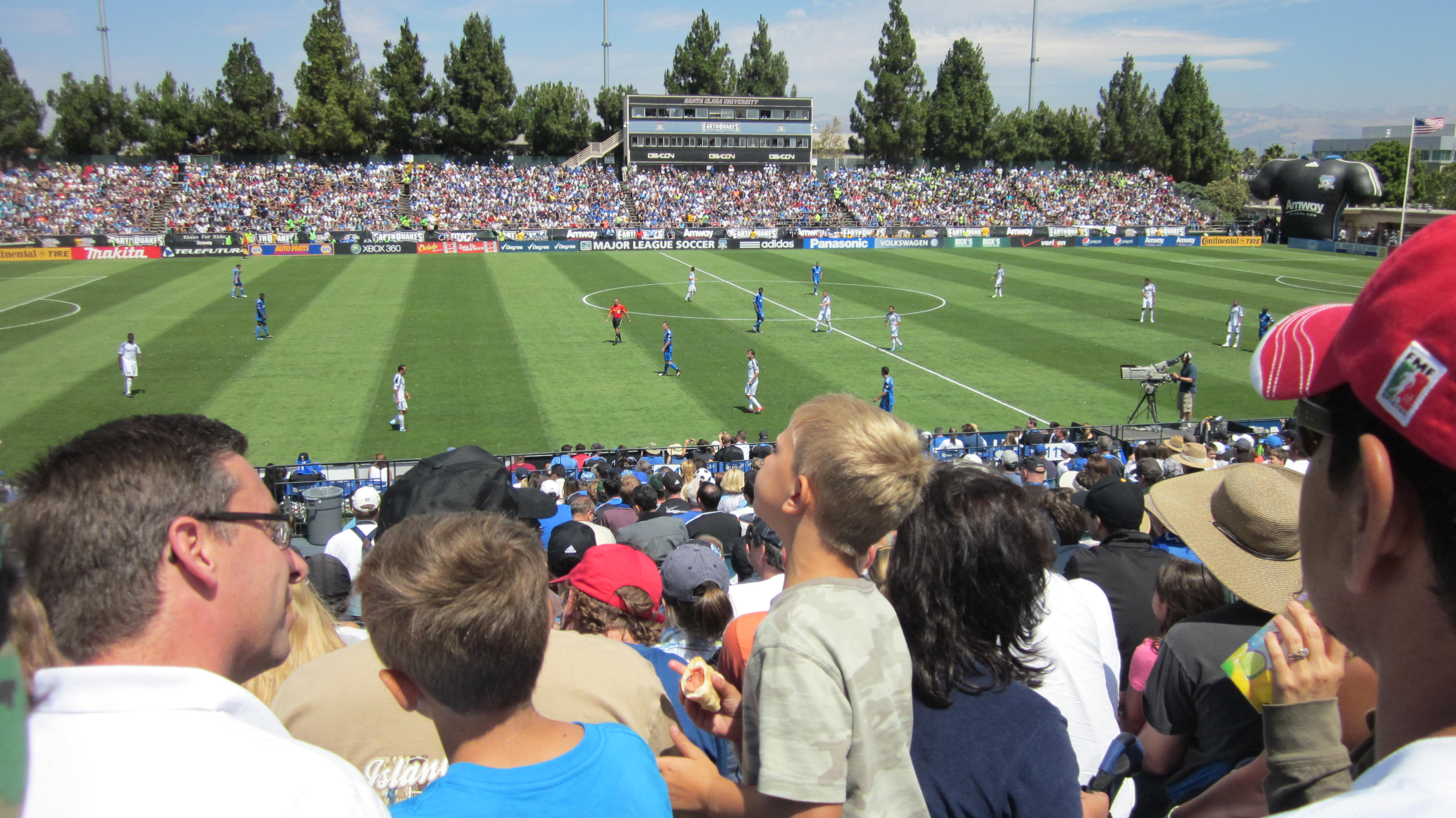
Le Los Angeles Galaxy devient la première équipe à vaincre San Jose au Buck Shaw Stadium depuis août 2011.

Le 7 novembre, lors de la manche retour de la demi-finale de conférence, l'attaquant du Galaxy, Robbie Keane, donne rapidement l'avantage à son équipe, inscrivant deux buts durant la première période. Mike Magee rajoute un troisième but peu avant la pause, assurant la victoire pour Los Angeles tôt dans la partie. La réduction de l'écart à dix minutes du terme de la partie par Alan Gordon sur coup-franc ne change pas l'issue de la rencontre. Cette victoire marque ainsi la quatrième participation consécutive du Galaxy en finale de conférence.
En finale de conférence, le LA Galaxy affronte les Seattle Sounders pour une confrontation au sommet. En effet, les Sounders et le Galaxy entretiennent une rivalité depuis que les deux équipes se retrouvent fréquemment en séries éliminatoires. Et encore une fois, c'est le Galaxy qui se qualifie au détriment de Seattle après une victoire 3-0 à l'aller à Los Angeles où Robbie Keane s'illustre par un doublé. Au retour, les Sounders s'imposent par le pointage de 2-1 mais ce résultat est insuffisant pour obtenir une qualification devant les 44 575 spectateurs du CenturyLink Field.
| Conférence Ouest \| Rang \| Équipe \| Pts \| J \| G \| N \| P \| Bp \| Bc \| Diff \| \| ---- \| ----------------------- \| --- \| -- \| -- \| -- \| -- \| -- \| -- \| ---- \| \| 1 \| Earthquakes de San José \| 66 \| 34 \| 19 \| 9 \| 6 \| 72 \| 43 \| +29 \| \| 2 \| Real Salt Lake \| 57 \| 34 \| 17 \| 6 \| 11 \| 46 \| 35 \| +11 \| \| 3 \| Sounders FC de Seattle \| 56 \| 34 \| 15 \| 11 \| 8 \| 51 \| 33 \| +18 \| \| 4 \| Galaxy de Los Angeles T \| 54 \| 34 \| 16 \| 6 \| 12 \| 59 \| 47 \| +12 \| \| 5 \| Whitecaps de Vancouver \| 43 \| 34 \| 11 \| 10 \| 13 \| 35 \| 41 \| -6 \| \| 6 \| FC Dallas \| 39 \| 34 \| 9 \| 12 \| 13 \| 42 \| 47 \| -5 \| \| 7 \| Rapids du Colorado \| 37 \| 34 \| 11 \| 4 \| 19 \| 44 \| 50 \| -6 \| \| 8 \| Timbers de Portland \| 34 \| 34 \| 8 \| 10 \| 16 \| 34 \| 56 \| -22 \| \| 9 \| Chivas USA \| 30 \| 34 \| 7 \| 9 \| 18 \| 24 \| 58 \| -34 \| |                         |     |    |    |    |    |    |    |      |
| Rang | Équipe                  | Pts | J  | G  | N  | P  | Bp | Bc | Diff |
| 1 | Earthquakes de San José | 66  | 34 | 19 | 9  | 6  | 72 | 43 | +29  |
| 2 | Real Salt Lake          | 57  | 34 | 17 | 6  | 11 | 46 | 35 | +11  |
| 3 | Sounders FC de Seattle  | 56  | 34 | 15 | 11 | 8  | 51 | 33 | +18  |
| 4 | Galaxy de Los Angeles T | 54  | 34 | 16 | 6  | 12 | 59 | 47 | +12  |
| 5 | Whitecaps de Vancouver  | 43  | 34 | 11 | 10 | 13 | 35 | 41 | -6   |
| 6 | FC Dallas               | 39  | 34 | 9  | 12 | 13 | 42 | 47 | -5   |
| 7 | Rapids du Colorado      | 37  | 34 | 11 | 4  | 19 | 44 | 50 | -6   |
| 8 | Timbers de Portland     | 34  | 34 | 8  | 10 | 16 | 34 | 56 | -22  |
| 9 | Chivas USA              | 30  | 34 | 7  | 9  | 18 | 24 | 58 | -34  |

### Houston Dynamo

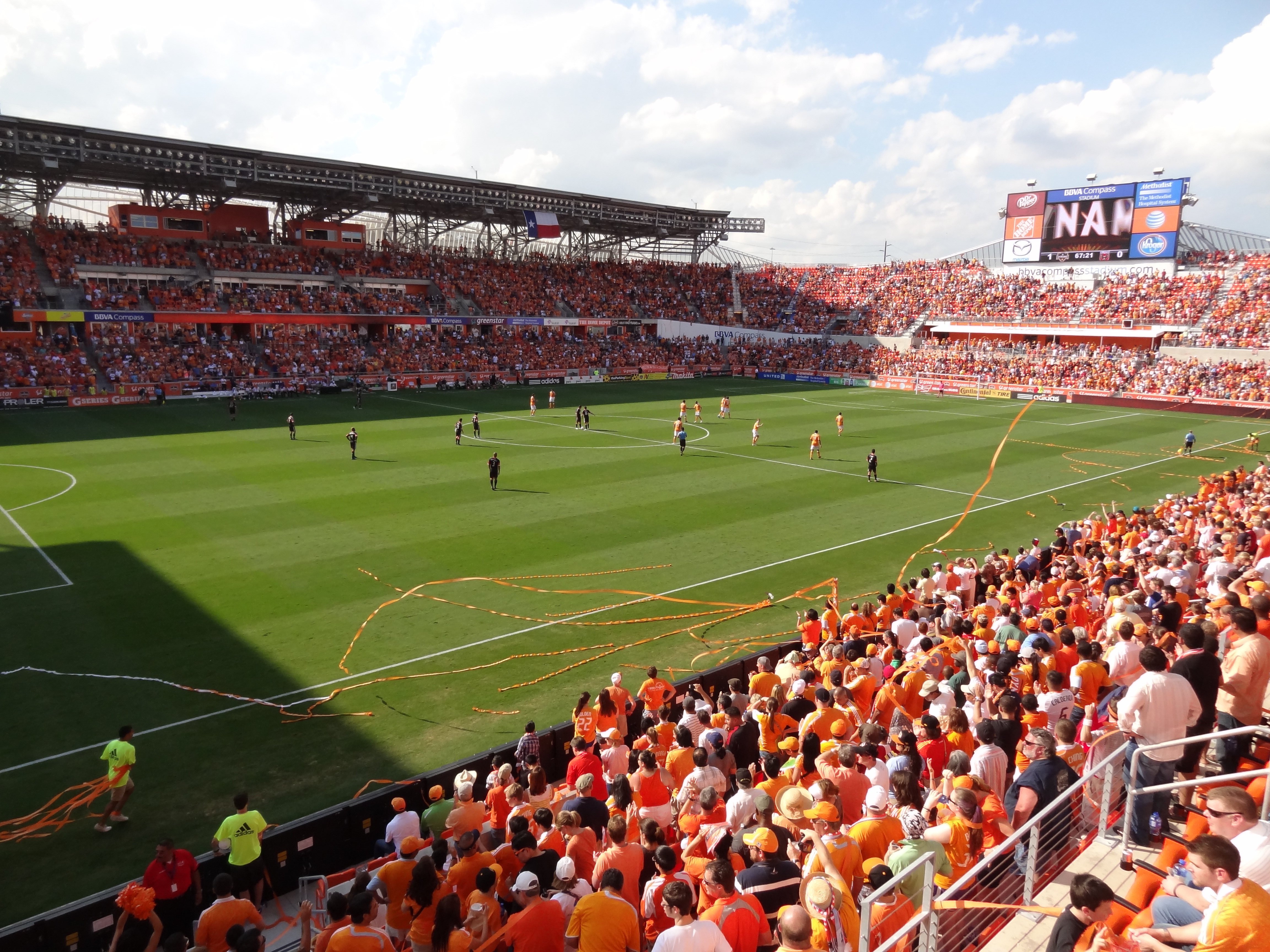
Le BBVA Compass Stadium, domicile du Dynamo.

Houston commence sa campagne de saison régulière de 2012 avec l'étiquette de finaliste de la dernière édition de la Coupe MLS. Pourtant, les premiers mois sont difficiles pour le Dynamo. Sa qualification pour les séries ne tient que pour un point, celui le séparant du Columbus Crew et lui permet d'accrocher la cinquième place. Au premier tour des séries, le Dynamo se rend en banlieue de Chicago pour y affronter le Chicago Fire. Un but texan dès la douzième minute par Will Bruin montre la bonne entame des joueurs de Houston et c'est Bruin qui, de nouveau, inscrit un but décisif puisque la réduction de l'écart par Alex pour le Fire ne change pas l'issue de la rencontre.
En demi-finale de conférence, Houston est opposé au Sporting Kansas City, récemment couronné champion de la Coupe des États-Unis dans sa version 2012. Seulement cinq jours après la victoire contre Chicago, le Dynamo accueille donc Kansas City dans sa nouvelle enceinte du BBVA Compass Stadium. Et de nouveau, les joueurs texans prennent l'avantage en début de partie après un but d'Adam Moffat à la dix-huitième minute de jeu. Will Bruin marque encore une fois pour son équipe peu avant la demi-heure de jeu pour porter le résultat à 2-0, celui-ci n'évoluera pas jusqu'au terme de la rencontre. Lors de la manche retour, à Kansas City, le Sporting domine la possession mais ne concrétise pas dans la première demie. Mais à la 64e minute, Seth Sinovic donne l'avantage à Kansas City qui revient à un pointage de 2-1 sur l'ensemble des deux rencontres. Malgré de nombreuses phases offensives de la part du Sporting, le Dynamo ne rompt pas et repart du Ksnsas avec une qualification pour la finale de conférence.
En finale de conférence, le DC United est l'adversaire ultime du Dynamo avant la grande finale. Cette double confrontation est particulièrement marquée par des controverses liées à l'arbitrage de Ricardo Salazar. Dans la manche aller, c'est le DC United qui prend les devants par un but de Nick DeLeon à la 27e minute de jeu. Alors que la première mi-temps se conclut par une avance de 1-0 pour les joueurs de Washington, un fait de jeu majeur est à signaler en second période lorsque Marcelo Saragosa du DC United est bousculé dans la surface de réparation du Dynamo par André Hainault. Sur cette action, l'arbitre ne cède pas à la pression des visiteurs et n'administre pas de carton rouge à Hainault et n'accorde pas non plus de pénalty. Par la suite, Houston inscrit trois buts dans la seconde période pour remporter la rencontre 3-1. Peu après, la Professional Referee's Association émet un communiqué de presse soutenant qu'un carton rouge aurait dû être infligé à Hainault pour le contact sur Marcelo Saragosa.

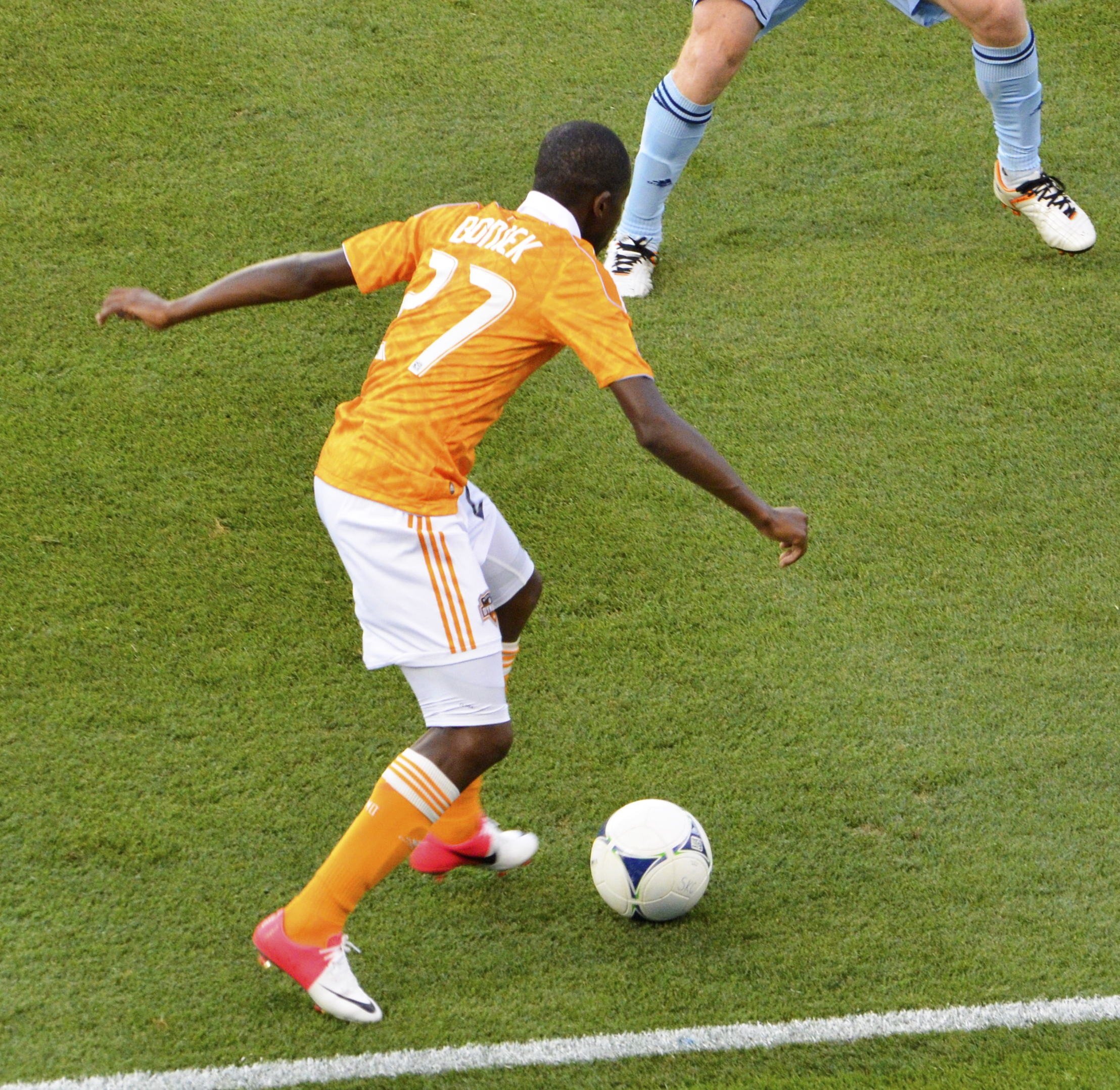
L'international hondurien Oscar Boniek García inscrit le premier but de la manche retour de la finale de la conférence Est.

Une semaine plus tard se tient la manche retour de la finale de conférence au Robert F. Kennedy Memorial Stadiumde Washington DC. Devant une foule record de 20 015 spectateurs, les joueurs offrent un maigre spectacle en début de partie avant que le DC United ne prenne l'initiative du jeu à travers l'ensemble de la rencontre. C'est pourtant Oscar Boniek García qui ouvre le score pour le Dynamo avant la pause. Plusieurs blessures en seconde période nuisent alors à la créativité du DC United qui ne peut que faire égalité avec Houston après un but de Boskovic en fin de partie, trop tard pour la qualification qui revient au Dynamo par un score cumulé de 4-2.
| Conférence Est \| Rang \| Équipe \| Pts \| J \| G \| N \| P \| Bp \| Bc \| Diff \| \| ---- \| ------------------------------------ \| --- \| -- \| -- \| -- \| -- \| -- \| -- \| ---- \| \| 1 \| Sporting de Kansas City C \| 63 \| 34 \| 18 \| 9 \| 7 \| 42 \| 27 \| +15 \| \| 2 \| D.C. United \| 58 \| 34 \| 17 \| 7 \| 10 \| 53 \| 43 \| +10 \| \| 3 \| Red Bulls de New York \| 57 \| 34 \| 16 \| 9 \| 9 \| 57 \| 46 \| +11 \| \| 4 \| Fire de Chicago \| 57 \| 34 \| 17 \| 6 \| 11 \| 46 \| 41 \| +5 \| \| 5 \| Dynamo de Houston \| 53 \| 34 \| 14 \| 11 \| 9 \| 48 \| 41 \| +7 \| \| 6 \| Crew de Columbus \| 52 \| 34 \| 15 \| 7 \| 12 \| 44 \| 44 \| 0 \| \| 7 \| Impact de Montréal \| 42 \| 34 \| 12 \| 6 \| 16 \| 45 \| 51 \| -6 \| \| 8 \| Union de Philadelphie \| 36 \| 34 \| 10 \| 6 \| 18 \| 37 \| 45 \| -8 \| \| 9 \| Revolution de la Nouvelle-Angleterre \| 35 \| 34 \| 9 \| 8 \| 17 \| 39 \| 44 \| -5 \| \| 10 \| Toronto FC \| 23 \| 34 \| 5 \| 8 \| 21 \| 36 \| 62 \| -26 \| |                                      |     |    |    |    |    |    |    |      |
| Rang | Équipe                               | Pts | J  | G  | N  | P  | Bp | Bc | Diff |
| 1 | Sporting de Kansas City C            | 63  | 34 | 18 | 9  | 7  | 42 | 27 | +15  |
| 2 | D.C. United                          | 58  | 34 | 17 | 7  | 10 | 53 | 43 | +10  |
| 3 | Red Bulls de New York                | 57  | 34 | 16 | 9  | 9  | 57 | 46 | +11  |
| 4 | Fire de Chicago                      | 57  | 34 | 17 | 6  | 11 | 46 | 41 | +5   |
| 5 | Dynamo de Houston                    | 53  | 34 | 14 | 11 | 9  | 48 | 41 | +7   |
| 6 | Crew de Columbus                     | 52  | 34 | 15 | 7  | 12 | 44 | 44 | 0    |
| 7 | Impact de Montréal                   | 42  | 34 | 12 | 6  | 16 | 45 | 51 | -6   |
| 8 | Union de Philadelphie                | 36  | 34 | 10 | 6  | 18 | 37 | 45 | -8   |
| 9 | Revolution de la Nouvelle-Angleterre | 35  | 34 | 9  | 8  | 17 | 39 | 44 | -5   |
| 10 | Toronto FC                           | 23  | 34 | 5  | 8  | 21 | 36 | 62 | -26  |

### La confrontation en 2012
| Date        | Domicile       | Score | Extérieur          | Stade                |
| ----------- | -------------- | ----- | ------------------ | -------------------- |
| 26 mai 2012 | Houston Dynamo | 2–1   | Los Angeles Galaxy | BBVA Compass Stadium |

## En route vers la finale

### Tableau des séries éliminatoires
|  | Barrages                   | Barrages                   | Barrages                  | Barrages                  |                          |                          | Demi-finales de conférence | Demi-finales de conférence | Demi-finales de conférence | Demi-finales de conférence |  |  | Finales de conférence | Finales de conférence | Finales de conférence | Finales de conférence |  |  | MLS Cup 2012                            | MLS Cup 2012                            | MLS Cup 2012                            | MLS Cup 2012                            |
|  |                            |                            |                           |                           |                          |                          |                            |                            |                            |                            |  |  |                       |                       |                       |                       |  |  |                                         |                                         |                                         |                                         |
|  |                            |                            |                           |                           |                          |                          | 4 et 7 novembre            | 4 et 7 novembre            | 4 et 7 novembre            | 4 et 7 novembre            |  |  | 11 et 18 novembre     | 11 et 18 novembre     | 11 et 18 novembre     | 11 et 18 novembre     |  |  | 1er décembre, Home Depot Center, Carson | 1er décembre, Home Depot Center, Carson | 1er décembre, Home Depot Center, Carson | 1er décembre, Home Depot Center, Carson |
|  |                            |                            |                           |                           |                          |                          | 4 et 7 novembre            | 4 et 7 novembre            | 4 et 7 novembre            | 4 et 7 novembre            |  |  | 11 et 18 novembre     | 11 et 18 novembre     | 11 et 18 novembre     | 11 et 18 novembre     |  |  | 1er décembre, Home Depot Center, Carson | 1er décembre, Home Depot Center, Carson | 1er décembre, Home Depot Center, Carson | 1er décembre, Home Depot Center, Carson |
|  |                            |                            |                           |                           |                          |                          | 4 et 7 novembre            | 4 et 7 novembre            | 4 et 7 novembre            | 4 et 7 novembre            |  |  | 11 et 18 novembre     | 11 et 18 novembre     | 11 et 18 novembre     | 11 et 18 novembre     |  |  | 1er décembre, Home Depot Center, Carson | 1er décembre, Home Depot Center, Carson | 1er décembre, Home Depot Center, Carson | 1er décembre, Home Depot Center, Carson |
|  |                            |                            |                           |                           |                          |                          | 4 et 7 novembre            | 4 et 7 novembre            | 4 et 7 novembre            | 4 et 7 novembre            |  |  | 11 et 18 novembre     | 11 et 18 novembre     | 11 et 18 novembre     | 11 et 18 novembre     |  |  | 1er décembre, Home Depot Center, Carson | 1er décembre, Home Depot Center, Carson | 1er décembre, Home Depot Center, Carson | 1er décembre, Home Depot Center, Carson |
|  | E1 Sporting de Kansas City | E1 Sporting de Kansas City | 0                         | 1                         |                          |                          |                            |                            |                            |                            |  |  | 11 et 18 novembre     | 11 et 18 novembre     | 11 et 18 novembre     | 11 et 18 novembre     |  |  | 1er décembre, Home Depot Center, Carson | 1er décembre, Home Depot Center, Carson | 1er décembre, Home Depot Center, Carson | 1er décembre, Home Depot Center, Carson |
|  | E1 Sporting de Kansas City | E1 Sporting de Kansas City | 0                         | 1                         | 31 octobre 2012          |                          |                            |                            |                            |                            |  |  | 11 et 18 novembre     | 11 et 18 novembre     | 11 et 18 novembre     | 11 et 18 novembre     |  |  | 1er décembre, Home Depot Center, Carson | 1er décembre, Home Depot Center, Carson | 1er décembre, Home Depot Center, Carson | 1er décembre, Home Depot Center, Carson |
|  |                            |                            | E5 Dynamo de Houston      | E5 Dynamo de Houston      | 2                        | 0                        |                            |                            |                            |                            |  |  | 11 et 18 novembre     | 11 et 18 novembre     | 11 et 18 novembre     | 11 et 18 novembre     |  |  | 1er décembre, Home Depot Center, Carson | 1er décembre, Home Depot Center, Carson | 1er décembre, Home Depot Center, Carson | 1er décembre, Home Depot Center, Carson |
|  | E4 Fire de Chicago         | E4 Fire de Chicago         | E5 Dynamo de Houston      | E5 Dynamo de Houston      | 2                        | 0                        | 1                          | 1                          |                            |                            |  |  | 11 et 18 novembre     | 11 et 18 novembre     | 11 et 18 novembre     | 11 et 18 novembre     |  |  | 1er décembre, Home Depot Center, Carson | 1er décembre, Home Depot Center, Carson | 1er décembre, Home Depot Center, Carson | 1er décembre, Home Depot Center, Carson |
|  | E4 Fire de Chicago         | E4 Fire de Chicago         | 3 et 8 novembre           |                           |                          |                          | 1                          | 1                          |                            |                            |  |  | 11 et 18 novembre     | 11 et 18 novembre     | 11 et 18 novembre     | 11 et 18 novembre     |  |  | 1er décembre, Home Depot Center, Carson | 1er décembre, Home Depot Center, Carson | 1er décembre, Home Depot Center, Carson | 1er décembre, Home Depot Center, Carson |
|  | E5 Dynamo de Houston       | E5 Dynamo de Houston       | 2                         | 2                         |                          |                          |                            |                            |                            |                            |  |  | 11 et 18 novembre     | 11 et 18 novembre     | 11 et 18 novembre     | 11 et 18 novembre     |  |  | 1er décembre, Home Depot Center, Carson | 1er décembre, Home Depot Center, Carson | 1er décembre, Home Depot Center, Carson | 1er décembre, Home Depot Center, Carson |
|  | E5 Dynamo de Houston       | E5 Dynamo de Houston       | 2                         | 2                         | E5 Dynamo de Houston     | E5 Dynamo de Houston     | 3                          | 1                          |                            |                            |  |  |                       |                       |                       |                       |  |  | 1er décembre, Home Depot Center, Carson | 1er décembre, Home Depot Center, Carson | 1er décembre, Home Depot Center, Carson | 1er décembre, Home Depot Center, Carson |
|  |                            |                            |                           |                           | E5 Dynamo de Houston     | E5 Dynamo de Houston     | 3                          | 1                          |                            |                            |  |  |                       |                       |                       |                       |  |  | 1er décembre, Home Depot Center, Carson | 1er décembre, Home Depot Center, Carson | 1er décembre, Home Depot Center, Carson | 1er décembre, Home Depot Center, Carson |
|  |                            |                            | E2 D.C. United            | E2 D.C. United            | 1                        | 1                        |                            |                            |                            |                            |  |  |                       |                       |                       |                       |  |  | 1er décembre, Home Depot Center, Carson | 1er décembre, Home Depot Center, Carson | 1er décembre, Home Depot Center, Carson | 1er décembre, Home Depot Center, Carson |
|  |                            |                            |                           |                           | 1                        | 1                        |                            |                            |                            |                            |  |  |                       |                       |                       |                       |  |  | 1er décembre, Home Depot Center, Carson | 1er décembre, Home Depot Center, Carson | 1er décembre, Home Depot Center, Carson | 1er décembre, Home Depot Center, Carson |
|  |                            | 11 et 18 novembre          |                           |                           |                          |                          |                            |                            |                            |                            |  |  |                       |                       |                       |                       |  |  | 1er décembre, Home Depot Center, Carson | 1er décembre, Home Depot Center, Carson | 1er décembre, Home Depot Center, Carson | 1er décembre, Home Depot Center, Carson |
|  |                            |                            |                           |                           |                          |                          |                            |                            |                            |                            |  |  |                       |                       |                       |                       |  |  | 1er décembre, Home Depot Center, Carson | 1er décembre, Home Depot Center, Carson | 1er décembre, Home Depot Center, Carson | 1er décembre, Home Depot Center, Carson |
|  | E2 D.C. United             | E2 D.C. United             | 1                         | 1                         |                          |                          |                            |                            |                            |                            |  |  |                       |                       |                       |                       |  |  | 1er décembre, Home Depot Center, Carson | 1er décembre, Home Depot Center, Carson | 1er décembre, Home Depot Center, Carson | 1er décembre, Home Depot Center, Carson |
|  | E2 D.C. United             | E2 D.C. United             | 1                         | 1                         |                          |                          |                            |                            |                            |                            |  |  |                       |                       |                       |                       |  |  | 1er décembre, Home Depot Center, Carson | 1er décembre, Home Depot Center, Carson | 1er décembre, Home Depot Center, Carson | 1er décembre, Home Depot Center, Carson |
|  |                            |                            | E3 Red Bulls de New York  | E3 Red Bulls de New York  | 1                        | 0                        |                            |                            |                            |                            |  |  |                       |                       |                       |                       |  |  | 1er décembre, Home Depot Center, Carson | 1er décembre, Home Depot Center, Carson | 1er décembre, Home Depot Center, Carson | 1er décembre, Home Depot Center, Carson |
|  |                            |                            |                           |                           | 1                        | 0                        |                            |                            |                            |                            |  |  |                       |                       |                       |                       |  |  | 1er décembre, Home Depot Center, Carson | 1er décembre, Home Depot Center, Carson | 1er décembre, Home Depot Center, Carson | 1er décembre, Home Depot Center, Carson |
|  |                            | 4 et 7 novembre            |                           |                           |                          |                          |                            |                            |                            |                            |  |  |                       |                       |                       |                       |  |  | 1er décembre, Home Depot Center, Carson | 1er décembre, Home Depot Center, Carson | 1er décembre, Home Depot Center, Carson | 1er décembre, Home Depot Center, Carson |
|  |                            |                            |                           |                           |                          |                          |                            |                            |                            |                            |  |  |                       |                       |                       |                       |  |  | 1er décembre, Home Depot Center, Carson | 1er décembre, Home Depot Center, Carson | 1er décembre, Home Depot Center, Carson | 1er décembre, Home Depot Center, Carson |
|  | E5 Dynamo de Houston       | E5 Dynamo de Houston       | 1                         | 1                         |                          |                          |                            |                            |                            |                            |  |  |                       |                       |                       |                       |  |  |                                         |                                         |                                         |                                         |
|  | E5 Dynamo de Houston       | E5 Dynamo de Houston       | 1                         | 1                         |                          |                          |                            |                            |                            |                            |  |  |                       |                       |                       |                       |  |  |                                         |                                         |                                         |                                         |
|  |                            |                            | O4 Galaxy de Los Angeles  | O4 Galaxy de Los Angeles  | 3                        | 3                        |                            |                            |                            |                            |  |  |                       |                       |                       |                       |  |  |                                         |                                         |                                         |                                         |
|  |                            |                            |                           |                           | 3                        | 3                        |                            |                            |                            |                            |  |  |                       |                       |                       |                       |  |  |                                         |                                         |                                         |                                         |
|  |                            |                            |                           |                           |                          |                          |                            |                            |                            |                            |  |  |                       |                       |                       |                       |  |  |                                         |                                         |                                         |                                         |
|  |                            |                            |                           |                           |                          |                          |                            |                            |                            |                            |  |  |                       |                       |                       |                       |  |  |                                         |                                         |                                         |                                         |
|  | O1 Earthquakes de San José | O1 Earthquakes de San José | 1                         | 1                         |                          |                          |                            |                            |                            |                            |  |  |                       |                       |                       |                       |  |  |                                         |                                         |                                         |                                         |
|  | O1 Earthquakes de San José | O1 Earthquakes de San José | 1                         | 1                         | 1er novembre 2012        |                          |                            |                            |                            |                            |  |  |                       |                       |                       |                       |  |  |                                         |                                         |                                         |                                         |
|  |                            |                            | O4 Galaxy de Los Angeles  | O4 Galaxy de Los Angeles  | 0                        | 3                        |                            |                            |                            |                            |  |  |                       |                       |                       |                       |  |  |                                         |                                         |                                         |                                         |
|  | O4 Galaxy de Los Angeles   | O4 Galaxy de Los Angeles   | O4 Galaxy de Los Angeles  | O4 Galaxy de Los Angeles  | 0                        | 3                        | 2                          | 2                          |                            |                            |  |  |                       |                       |                       |                       |  |  |                                         |                                         |                                         |                                         |
|  | O4 Galaxy de Los Angeles   | O4 Galaxy de Los Angeles   | 2 et 8 novembre           |                           |                          |                          | 2                          | 2                          |                            |                            |  |  |                       |                       |                       |                       |  |  |                                         |                                         |                                         |                                         |
|  | O5 Whitecaps de Vancouver  | O5 Whitecaps de Vancouver  | 1                         | 1                         |                          |                          |                            |                            |                            |                            |  |  |                       |                       |                       |                       |  |  |                                         |                                         |                                         |                                         |
|  | O5 Whitecaps de Vancouver  | O5 Whitecaps de Vancouver  | 1                         | 1                         | O4 Galaxy de Los Angeles | O4 Galaxy de Los Angeles | 3                          | 1                          |                            |                            |  |  |                       |                       |                       |                       |  |  |                                         |                                         |                                         |                                         |
|  |                            |                            |                           |                           | O4 Galaxy de Los Angeles | O4 Galaxy de Los Angeles | 3                          | 1                          |                            |                            |  |  |                       |                       |                       |                       |  |  |                                         |                                         |                                         |                                         |
|  |                            |                            | O3 Sounders FC de Seattle | O3 Sounders FC de Seattle | 0                        | 2                        |                            |                            |                            |                            |  |  |                       |                       |                       |                       |  |  |                                         |                                         |                                         |                                         |
|  |                            |                            |                           |                           | 0                        | 2                        |                            |                            |                            |                            |  |  |                       |                       |                       |                       |  |  |                                         |                                         |                                         |                                         |
|  |                            |                            |                           |                           |                          |                          |                            |                            |                            |                            |  |  |                       |                       |                       |                       |  |  |                                         |                                         |                                         |                                         |
|  |                            |                            |                           |                           |                          |                          |                            |                            |                            |                            |  |  |                       |                       |                       |                       |  |  |                                         |                                         |                                         |                                         |
|  | O2 Real Salt Lake          | O2 Real Salt Lake          | 0                         | 0                         |                          |                          |                            |                            |                            |                            |  |  |                       |                       |                       |                       |  |  |                                         |                                         |                                         |                                         |
|  | O2 Real Salt Lake          | O2 Real Salt Lake          | 0                         | 0                         |                          |                          |                            |                            |                            |                            |  |  |                       |                       |                       |                       |  |  |                                         |                                         |                                         |                                         |
|  |                            |                            | O3 Sounders FC de Seattle | O3 Sounders FC de Seattle | 0                        | 1                        |                            |                            |                            |                            |  |  |                       |                       |                       |                       |  |  |                                         |                                         |                                         |                                         |
|  |                            |                            |                           |                           | 0                        | 1                        |                            |                            |                            |                            |  |  |                       |                       |                       |                       |  |  |                                         |                                         |                                         |                                         |
|  |                            |                            |                           |                           |                          |                          |                            |                            |                            |                            |  |  |                       |                       |                       |                       |  |  |                                         |                                         |                                         |                                         |
|  |                            |                            |                           |                           |                          |                          |                            |                            |                            |                            |  |  |                       |                       |                       |                       |  |  |                                         |                                         |                                         |                                         |
|  |                            |                            |                           |                           |                          |                          |                            |                            |                            |                            |  |  |                       |                       |                       |                       |  |  |                                         |                                         |                                         |                                         |
|  |                            |                            |                           |                           |                          |                          |                            |                            |                            |                            |  |  |                       |                       |                       |                       |  |  |                                         |                                         |                                         |                                         |

#### Le parcours du Los Angeles Galaxy

##### Tour préliminaire
| 1er novembre 2012 | Galaxy de Los Angeles                                     | 2 - 1 | Whitecaps de Vancouver                        | Home Depot Center, Carson                        |                                                  |
|                   | Juninho 43e · Magee 69e · Donovan 73e (pen.) · Sarvas 87e |       | 3e Mattocks · 71e Bonjour · 72e Lee Young-pyo | Spectateurs : 14 703 Arbitrage : Silviu Petrescu | Spectateurs : 14 703 Arbitrage : Silviu Petrescu |
|                   | Rapport                                                   |       |                                               | Spectateurs : 14 703 Arbitrage : Silviu Petrescu | Spectateurs : 14 703 Arbitrage : Silviu Petrescu |

##### Demi-finale de conférence
| 4 novembre 2012 | Galaxy de Los Angeles | 0 - 1 | Earthquakes de San José      | Home Depot Center, Carson                        |                                                  |
|                 |                       |       | 17e Chávez · 90+4e Bernárdez | Spectateurs : 27 000 Arbitrage : Ricardo Salazar | Spectateurs : 27 000 Arbitrage : Ricardo Salazar |
|                 | Rapport               |       |                              | Spectateurs : 27 000 Arbitrage : Ricardo Salazar | Spectateurs : 27 000 Arbitrage : Ricardo Salazar |

| 7 novembre 2012 | Earthquakes de San José                 | 1 - 3 | Galaxy de Los Angeles                                          | Buck Shaw Stadium, Santa Clara               |                                              |
|                 | Bernardez 4e · Lenhart 42e · Gordon 82e |       | 17e Beckham · 21e Keane · 34e Keane · 39e Magee · 41e González | Spectateurs : 10 744 Arbitrage : Kevin Stott | Spectateurs : 10 744 Arbitrage : Kevin Stott |
|                 | Rapport                                 |       |                                                                | Spectateurs : 10 744 Arbitrage : Kevin Stott | Spectateurs : 10 744 Arbitrage : Kevin Stott |

Le Galaxy de Los Angeles l'emporte par un score cumulé de 3-1.

##### Finale de conférence
| 11 novembre 2012 | Galaxy de Los Angeles             | 3 - 0 | Sounders FC de Seattle | Home Depot Center, Carson                     |                                               |
|                  | Keane 46e · Magee 64e · Keane 67e |       | 14e Hurtado            | Spectateurs : 27 000 Arbitrage : Jair Marrufo | Spectateurs : 27 000 Arbitrage : Jair Marrufo |
|                  | Rapport                           |       |                        | Spectateurs : 27 000 Arbitrage : Jair Marrufo | Spectateurs : 27 000 Arbitrage : Jair Marrufo |

| 18 novembre 2012 | Sounders FC de Seattle                                            | 2 - 1 | Galaxy de Los Angeles | CenturyLink Field, Seattle                   |                                              |
|                  | Johnson 12e · Scott 57e · Johnson 68e · Alonso 74e · Alonso 90+5e |       | 68e (pen.) Keane      | Spectateurs : 44 575 Arbitrage : Mark Geiger | Spectateurs : 44 575 Arbitrage : Mark Geiger |
|                  | Rapport                                                           |       |                       | Spectateurs : 44 575 Arbitrage : Mark Geiger | Spectateurs : 44 575 Arbitrage : Mark Geiger |

Le Galaxy de Los Angeles l'emporte par un score cumulé de 4-2.

#### Le parcours du Houston Dynamo

##### Tour préliminaire
| 31 octobre 2012 | Fire de Chicago | 1 - 2 | Dynamo de Houston                              | Toyota Park, Bridgeview                           |                                                   |
|                 | Alex 83e        |       | 12e Bruin · 46e Bruin · 67e Davis · 90+1e Hall | Spectateurs : 10 923 Arbitrage : Baldomero Toledo | Spectateurs : 10 923 Arbitrage : Baldomero Toledo |
|                 | Rapport         |       |                                                | Spectateurs : 10 923 Arbitrage : Baldomero Toledo | Spectateurs : 10 923 Arbitrage : Baldomero Toledo |

##### Demi-finale de conférence
| 4 novembre 2012 | Dynamo de Houston                                | 2 - 0 | Sporting de Kansas City | BBVA Compass Stadium, Houston                    |                                                  |
|                 | Moffat 18e · Carr 27e · Sarkodie 73e · Bruin 75e |       | 42e Kamara              | Spectateurs : 20 689 Arbitrage : Edvin Jurisevic | Spectateurs : 20 689 Arbitrage : Edvin Jurisevic |
|                 | Rapport                                          |       |                         | Spectateurs : 20 689 Arbitrage : Edvin Jurisevic | Spectateurs : 20 689 Arbitrage : Edvin Jurisevic |

| 7 novembre 2012 | Sporting de Kansas City            | 1 - 0 | Dynamo de Houston     | Livestrong Sporting Park, Kansas City          |                                                |
|                 | Zusi 26e · Myers 56e · Sinovic 64e |       | 41e García · 84e Ashe | Spectateurs : 20 894 Arbitrage : Allen Chapman | Spectateurs : 20 894 Arbitrage : Allen Chapman |
|                 | Rapport                            |       |                       | Spectateurs : 20 894 Arbitrage : Allen Chapman | Spectateurs : 20 894 Arbitrage : Allen Chapman |

Le Dynamo de Houston l'emporte par un score cumulé de 2-1.

##### Finale de conférence
| 11 novembre 2012 | Dynamo de Houston                                    | 3 - 1 | D.C. United | BBVA Compass Stadium, Houston                    |                                                  |
|                  | Hainault 51e · Bruin 68e · Kandji 76e · Sarkodie 81e |       | 27e DeLeon  | Spectateurs : 22 101 Arbitrage : Ricardo Salazar | Spectateurs : 22 101 Arbitrage : Ricardo Salazar |
|                  | Rapport                                              |       |             | Spectateurs : 22 101 Arbitrage : Ricardo Salazar | Spectateurs : 22 101 Arbitrage : Ricardo Salazar |

| 18 novembre 2012 | D.C. United  | 1 - 1 | Dynamo de Houston | Robert F. Kennedy Memorial Stadium, Washington    |                                                   |
|                  | Bošković 83e |       | 33e García        | Spectateurs : 20 015 Arbitrage : Baldomero Toledo | Spectateurs : 20 015 Arbitrage : Baldomero Toledo |
|                  | Rapport      |       |                   | Spectateurs : 20 015 Arbitrage : Baldomero Toledo | Spectateurs : 20 015 Arbitrage : Baldomero Toledo |

Le Dynamo de Houston l'emporte par un score cumulé de 4-2.

## La finale
Il s'agit de la troisième confrontation en séries éliminatoires entre ces deux équipes. La première a lieu en finale de conférence en 2009, Los Angeles l'emportant par la marque de 2-0 avant de s'incliner contre le Real Salt Lake en finale. En 2011, Los Angeles et Houston s'affrontent dans les mêmes circonstances, en Californie, dans le cadre de la MLS Cup 2011 où le Galaxy s'impose 1-0. Ainsi, la finale de 2012 est une revanche de l'édition 2011.
| 1er décembre 2012 | Galaxy de Los Angeles                                                  | 3 - 1 | Dynamo de Houston                   | Home Depot Center, Carson                        |                                                  |
| 13:30 UTC-8       | Gonzalez 60e · Donovan 65e (pen.) · Donovan 90+2e · Keane 90+4e (pen.) |       | 44e Carr · 64e Boswell · 90+3e Hall | Spectateurs : 30 510 Arbitrage : Silviu Petrescu | Spectateurs : 30 510 Arbitrage : Silviu Petrescu |
| 13:30 UTC-8       | Rapport                                                                |       |                                     | Spectateurs : 30 510 Arbitrage : Silviu Petrescu | Spectateurs : 30 510 Arbitrage : Silviu Petrescu |

| Los Angeles Galaxy | Houston Dynamo |

| GB            | 12 | Josh Saunders         |       |     |
| DD            | 5  | Sean Franklin         |       |     |
| DC            | 4  | Omar Gonzalez         |       |     |
| DC            | 21 | Tommy Meyer           |       |     |
| DG            | 2  | Todd Dunivant         |       |     |
| MC            | 19 | Juninho               |       | 76e |
| MC            | 23 | David Beckham         |       | 89e |
| MD            | 9  | Christian Wilhelmsson |       | 74e |
| MG            | 18 | Mike Magee            |       |     |
| A             | 7  | Robbie Keane          |       |     |
| A             | 10 | Landon Donovan        | 90+2e |     |
| Remplaçants : |    |                       |       |     |
| GB            | 24 | Brian Perk            |       |     |
| D             | 20 | A. J. DeLaGarza       |       |     |
| D             | 35 | Bryan Gaul            |       |     |
| M             | 8  | Marcelo Sarvas        |       | 89e |
| M             | 26 | Michael Stephens      |       | 76e |
| A             | 11 | Pat Noonan            |       |     |
| A             | 14 | Edson Buddle          |       | 74e |
| Entraîneur :  |    |                       |       |     |
| Bruce Arena   |    |                       |       |     |

| GB              | 1  | Tally Hall          | 90+3e |     |
| DD              | 8  | Kofi Sarkodie       |       | 77e |
| DC              | 32 | Bobby Boswell       | 64e   |     |
| DC              | 4  | Jermaine Taylor     |       |     |
| DG              | 26 | Corey Ashe          |       |     |
| MC              | 13 | Ricardo Clark       |       |     |
| MC              | 16 | Adam Moffat         |       | 71e |
| AD              | 27 | Óscar Boniek García |       |     |
| AG              | 11 | Brad Davis          |       |     |
| A               | 3  | Calen Carr          |       | 59e |
| A               | 12 | Will Bruin          |       |     |
| Remplaçants :   |    |                     |       |     |
| GB              | 24 | Tyler Deric         |       |     |
| D               | 31 | André Hainault      |       |     |
| M               | 17 | Luiz Camargo        |       |     |
| M               | 23 | Giles Barnes        |       | 71e |
| A               | 9  | Macoumba Kandji     |       | 59e |
| A               | 15 | Cam Weaver          |       |     |
| A               | 25 | Brian Ching         |       | 77e |
| Entraîneur :    |    |                     |       |     |
| Dominic Kinnear |    |                     |       |     |

| Homme du match : Omar Gonzalez (Los Angeles Galaxy) Arbitres assistants : Daniel Belleau (Canada) Darren Clark (Canada) Quatrième arbitre : Hilario Grajeda (États-Unis) | Règlement - 90 minutes. - 30 minutes de prolongation si nécessaire. - Séance de tirs-au-but si nécessaire. - Sept remplaçants sur la feuille de match. - Trois remplacements autorisés au maximum. |

### Statistiques
|                 | Los Angeles Galaxy | Houston Dynamo |
| --------------- | ------------------ | -------------- |
| Buts inscrits   | 3                  | 1              |
| Tirs            | 9                  | 11             |
| Tirs cadrés     | 4                  | 6              |
| Arrêts          | 2                  | 4              |
| Corners         | 3                  | 9              |
| Fautes commises | 17                 | 13             |
| Hors-jeu        | 3                  | 2              |
| Cartons jaunes  | 1                  | 2              |
| Cartons rouges  | 0                  | 0              |